# Kim Jin-Sung
Kim Jin-Sung es una deportista surcoreana que compitió en taekwondo. Ganó una medalla de bronce en el Campeonato Mundial de Taekwondo de 1991 y una medalla de pleta en el Campeonato Asiático de Taekwondo de 1990.

## Palmarés internacional
| Campeonato Mundial  | Campeonato Mundial | Campeonato Mundial | Campeonato Mundial |
| Año                 | Lugar              | Medalla            | Categoría          |
| ------------------- | ------------------ | ------------------ | ------------------ |
| 1991                | Atenas (Grecia)    | Medalla de bronce  | –43 kg             |
| Campeonato Asiático |                    |                    |                    |
| Año                 | Lugar              | Medalla            | Categoría          |
| 1990                | Taipéi (Taiwán)    | Medalla de plata   | –43 kg             |